# Léo Maillet
Léo Maillet (* 29. März 1902 in Frankfurt am Main; † 8. März 1990 in Bellinzona; eigentlich Leopold Mayer, auch Théophile Maillet) war ein deutsch-schweizerischer Maler und Radierer, der überwiegend im Exil arbeitete. Von 1950 bis 1952 war er Mitherausgeber (mit Adolf Hürlimann) der schweizerischen Kunstzeitschrift Matière. Er nahm 1968 das Schweizer Bürgerrecht von Molinazzo di Monteggio an. Er gilt als bedeutender Beckmann-Schüler.

## Leben
Seine Mutter Elisabetha (Betti) Mayer geb. Nathan, stammte aus einer alten Gau-Algesheimer Familie. Sie wurde während des Zweiten Weltkriegs im Rahmen der nationalsozialistischen Deportationen in die Frankfurter Quinckestr.13 eingewiesen und mit weiteren 988 Juden bei der dritten Deportation aus Frankfurt am Main nach Kowno (Kaunas) in Litauen transportiert, wo sie am 25. November 1941 im Fort IX erschossen wurde. Sein Vater Eduard war bereits am 12. Juli 1932 in Frankfurt am Main verstorben.
Leopold Mayer beendete 1915 seine Schulzeit auf dem Philanthropin, einer der bedeutendsten jüdischen Schulen in Frankfurt und erhielt danach Malunterricht von dem Aquarellisten Fay aus Wien. Er begann 1918 eine Bank- und Kaufmannslehre in einem Frankfurter Modehaus, Sigmund Strauß (Spitzenstrauß). Im selben Gebäude wurden durch eine Galerie, Kunstsalon Schames, Ausstellungen zeitgenössischer Maler wie Paul Klee, Emil Nolde, Heinrich Campendonc u. a. veranstaltet. Ab 1920 arbeitete er im väterlichen Hutmodegeschäft. 1923 begann er eine Ausbildung an der Städelschule in Frankfurt in der Graphikklasse von Professor Franz Karl Delavilla mit dem Ziel, Modezeichner zu werden. Während dieser Zeit schuf er etwa 30 Radierungen. Von Reisen in die Schweiz erschienen Kunstreiseberichte von ihm mit eigenen Illustrationen in verschiedenen Zeitungen. Max Beckmann nahm ihn 1930 in seine Meisterklasse auf. Nach der Machtübernahme durch die Nationalsozialisten wurde die Beckmannschule aufgelöst, auch alle seine Werke wurden dabei vernichtet. 1934 musste er auch sein Atelier in der Krögerstraße in Frankfurt aufgeben. Über Stationen in Luxemburg und Vanves kam er nach Paris. Dort arbeitete er in derselben Werkstatt wie Picasso und Miró und radierte u. a. für Othon de Frieß.
1938 heiratete er die Modezeichnerin Margarete Hoeß, die mit ihm nach Frankreich emigriert war. Diese Ehe wurde 1945 in der Schweiz geschieden. Zur Internierung kam Mayer in ein Lager nach Villerbon (Département Loir-et-Cher) in Mittelfrankreich. Über eine freiwillige Meldung zum Dienst in den Prestatärtruppen kam er in eine englische Arbeitskompanie nach St. Nazaire.
Nachdem seine Frau 1940 zunächst in das französische Internierungs-Lager Gurs kam, erhielten beide die Erlaubnis, sich in St. Remy de Provence niederzulassen. 1942 verhaftete ihn die Vichy-Gendarmerie und lieferte ihn an die Deutschen aus. Bei der Deportation von Rivesaltes konnte er fliehen. Er verlor dabei sein linkes Auge. Er nahm den Namen Théophile Maillet an und signierte seine Bilder mit Th.M. 1944 gelang Mayer/Maillet die Flucht in die Schweiz. Dort wurde er in Montreux bzw. Tschiertschen in Graubünden interniert. Nach Kriegsende konnte er in Basel bzw. Lausanne vier Jahre Bühnenbildnerei und Typographie u. a. bei Professor Ernst Ruder studieren. 1945 wandte er sich bei seinen Drucken Kafkathemen zu. In Zürich gab er 1952/53 mit Adolf Hürlimann die Kunstzeitschrift matière heraus.
1956 heiratete er ein zweites Mal, Regina Lippl, deren Vater Intendant des Münchner Residenztheaters war. Aus dieser Ehe gingen zwei Söhne hervor (Nikolaus und Daniel).
Zwei Wiedergutmachungsprozesse in Frankreich und in der Bundesrepublik endeten nach mehreren Jahren erfolgreich.

## Werk
Ölbilder, Graphiken, Zeichnungen, Aquarelle, Materialcollagen, Kafka-Illustrationen (Holzschnitte und Radierungen).
Nach 1923 erlernte er die Technik des Holzschnitts, der Radierung, des Kupferstiches und der Aquatinta. Max Beckmann-Schüler, Meisterklasse.
Von 1936 bis 1939 nahm er an mehreren Kunstausstellungen in Paris teil.
1937 wurde in der Nazi-Aktion „Entartete Kunst“ nachweislich in Frankfurt/M. sein Tafelbild Uferstraße aus der Kunstsammelstelle und aus dem Städelschen Kunstinstitut die Radierung Selbstbildnis beschlagnahmt und vernichtet. 1943 räumte die Gestapo sein Atelier in Paris und zerstörte fast sein gesamtes Werk mit den Arbeiten seit etwa 1926. Durch Zufall wurde eine Mappe mit 30 Radierungen gerettet. Hunderte bearbeitete Kupferplatten mit teilweise gedruckter Auflage gingen neben vielen Holzstöcken, Lithographien und vor allem Zeichnungen dabei verloren. Der Gutachter für den Schadensersatzprozess, Professor Möhle, Direktor des Kupferstichkabinetts in Berlin stellte in einer positiven Expertise u. a. fest: sehr selbständig und persönlich! Auf ausdrückliches Befragen Maillets, ob er beckmännisch sei, meinte Möhle: „Sie sind zwar unbekannt und haben alles verloren, aber Sie gehören zu den fünf größten Malern und Radierern dieser Epoche, wie Beckmann, Dix, Dr. Grosz, Hofer in den Jahren 1925 bis 1933.“
Gabriele Mendelssohn, anlässlich der Maillet-Ausstellung im November 1994 in Gau-Algesheim: „Die Bedrohung seiner Existenz hat in seinen Bildern Niederschlag gefunden: Die Gemälde lassen sich stilistisch dem Expressionismus, der Neuen Sachlichkeit und zum Teil dem Surrealismus zuordnen. Die Entwicklung wurde, wie die vieler seiner gleichaltrigen Kollegen, zu einem Zeitpunkt abrupt unterbrochen, als er gerade dabei war als junger Mann seinen Weg zu finden. In seiner Emigration ging mehr und mehr die Verbindung zur aktuellen Kunstszene verloren. Nach dem Krieg hat er kaum Kontakte zu den Berufskollegen gesucht.“

## Film
- Werner Weick, 1991: I presagi di Leo Maillet (RST-TV)
- Peter Nestler, 2000: Flucht 2000 (TV)

## Publikationsbeteiligungen
- Exposition Maitre de la femme, Galerie Studio, Oostende, 1934
- Große Kunstausstellung, Haus der Kunst, München, 1969
- Kafka in der Kunst, Wolfgang Rothe, Belser Verlag, Stuttgart, 1979
- Max Beckmanns Frankfurter Schüler 1925-1933, Karmeliter Kloster, Frankfurt/Main, 1980
- Widerstand statt Anpassung, Elefanten Press Verlag, Berlin, 1980
- Art of the Holocaust, The Routledge Press, Washington, 1981
- Der moderne Holzschnitt in der Schweiz, E. Korrazijn M., Limmat Verlag, Zürich, 1987
- Künstler im Exil, edition text + kritik, München, 1992
- Expressiver Realismus, Dr. Rainer Zimmermann, Hirmer Verlag, München, 1994
- Vier Frankfurter Künstler im Widerstand, Paulskirche, Frankfurt/Main, 1995
- Künstler in Les Milles, Deutschsprachige bildende Künstler im Internierungs- und Deportationslager Les Milles 1939–1942, Angelika Gausmann, Verlag Ch. Mölmann, Paderborn, 1995.
- Leo Maillet – das lange Streben nach Gerechtigkeit / Sandra Nagel.

In: L'Irréparable : itinéraires d'artistes et d'amateurs d'art juifs, réfugiés du "Troisième Reich" en France / Hrsg.: Grynberg, Anne. (Veröffentlichungen der Koordinierungsstelle Magdeburg ; 9). – S. 248–263
Magdeburg, 2013